# Adair County (Kentucky)
Adair County is een county in de Amerikaanse staat Kentucky.
De county heeft een landoppervlakte van 1054 km² en telt 17.244 inwoners (volkstelling 2000). De hoofdplaats is Columbia.